# Institute for Security Studies
Das Institute for Security Studies, ISS (deutsch etwa: „Institut für Sicherheitsstudien“) französisch Institut d’études de sécurité, ist eine privatwirtschaftliche, unabhängige Forschungs- und Dokumentationseinrichtung in Südafrika. Es hat seinen Sitz in Pretoria. Außenstellen befinden sich in Addis Abeba (Äthiopien), Dakar (Senegal) und Nairobi (Kenia).

## Profil
Das Arbeitsmodell des Instituts richtet sich auf die Zukunft Afrikas. Dabei werden insbesondere Aspekte des Klimawandels, der Migration, Demografie, Technologieentwicklung, maritimen Sicherheit und grenzüberschreitenden Kriminalität analysiert und dokumentiert. Das Ziel dieser Aktivitäten besteht in der Erstellung von Prognosen in Hinblick auf künftige Risiken und Chancen für die allgemeine Entwicklung, Friedenssicherung, Kriminalprävention und Strafjustiz sowie in der Untersuchung von Konflikten und Governance. Dazu betreibt das Institut Forschungsaktivitäten, Politikanalyse, technische Unterstützungsleistungen und hält Ausbildungsangebote für Regierungsstellen und die Zivilgesellschaft bereit.
Für die Aus- und Fortbildung sowie technische Unterstützung stehen thematisch vielseitige Unterlagen in Form von Handouts, Manuale und Handbücher zur Verfügung.

## Geschichte
Das ISS wurde 1991 als Institute for Defence Policy vom ehemaligen geschäftsführenden Direktor Jakkie Cilliers zusammen mit P. B. Mertz gegründet.

## Periodika
- South African Crime Quarterly (SACQ), gemeinsame Herausgeberschaft mit dem Centre of Criminology an der Universität Kapstadt, ISSN 1991-3877 (Print)[4]
- ISS Today, tägliche Mitteilungen auf der Website des ISS